# Formatting Output Specification Instance
У програмуванні FOSI (Formatting Output Specification Instance) є мовою каскадних стилів для SGML, а пізніше для XML. FOSI розроблено Міністерством оборони США, щоб контролювати сторінкоку структуру документів і розмітку для даних, що зберігаються в форматах SGML та XML. Таблиці стилів FOSI написані на SGML, пізніше переписані за допомогою XSL.
FOSI використовується, поміж іншими, компаніями Datalogics, Arbortext та X.Systems.